# وایفو
وایفو (به ژاپنی: ワイフا) (به انگلیسی: waifu) یا همسر خیالی به شخصیت خیالی مؤنث گفته می‌شود که یک فرد آن قدر او را دوست داشته باشد که او را به عنوان همسر خود انتخاب کند و بخواهد با او ازدواج کند. وایفو معمولاً توسط اوتاکوها و طرفداران انیمه استفاده می‌شود و اکثراً شخصیت‌هایی خیالی در انیمه‌ها هستند.

## تاریخچه
کلمه وایفو اولین بار در سال ۲۰۰۲در انیمه Azumanga Daioh استفاده شد. در این انیمه چند دانش آموز عکسی از یک خانم که متعلق به معلم آنها است را پیدا می‌کنند. وقتی از معلم می‌پرسند خانمی که در این عکس است کیست او در جواب به دانش آموزان می‌گوید: «همسر من (my wife)» ولی در بازگردانی و تلفظ، کلمه همسر (wife) را «waifu» تلفظ کردند.
بعد از این اتفاق در سال ۲۰۰۶ طرفداران انیمه به شخصیت‌های خیالی انیمه که به آنها علاقه داشتند، وایفو می‌گفتند.
با گذشت زمان وایفو جز برای شخصیت‌های خیالی انیمه برای شخصیت‌های بازی ویدیویی و نمایش‌های تلویزیونی و… مورد استفاده قرار گرفتند.

## علت اینکه مردم برای خود همسران خیالی برمی‌گزینند
دلیل انتخاب وایفوها بجای همسر واقعی اغلب بخاطر تنهایی، فرار از مشکلات زندگی، تجربه یک رابطه عاطفی و علاقه شدید نسبت به آن شخصیت است.

## اساس انتخاب همسر خیالی
هر فرد موقع انتخاب وایفو سعی می‌کند زوج خود را طوری انتخاب کنند که طراحی، داستان، اخلاقیات شخصیت مطابق با خود فرد باشد.